# Style italo-byzantin

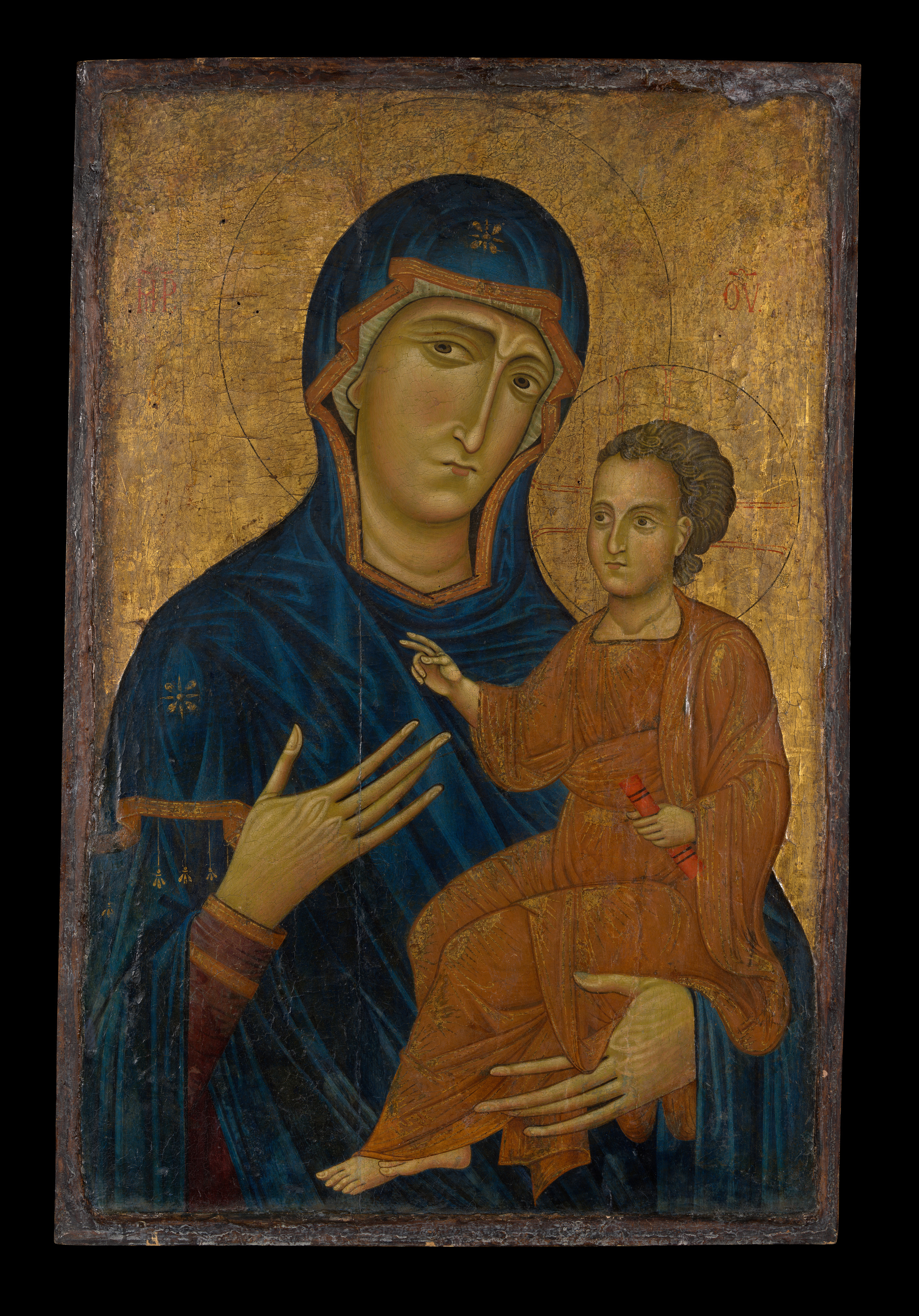
Vierge à l'Enfant, Berlinghiero, ch. 1230, tempera sur bois, avec fond doré, Metropolitan Museum of Art.

L'italo-byzantin est un terme qui défit un style dans l'histoire de l'art, pour les peintures médiévales produites en Italie sous l'influence de l'art byzantin. Il comprend les peintures religieuses copiant ou imitant les types d'icônes byzantines, peintes par des artistes sans formation aux techniques byzantines. Il s'agit de versions d'icônes byzantines, la plupart de la Vierge à l'Enfant souvent sur fond d'or. Ce style domine dans la peinture italienne jusqu'à la fin du XIIIe siècle, lorsque Cimabue et Giotto commencent à emmener la peinture italienne ou du moins florentine, sur de nouveaux territoires. Le style s'est poursuivi jusqu'aux XVe – XVIe siècles.
Maniera greca (« style/manière grecque ») est le terme italien utilisé à l'époque, ainsi que par Vasari. c'est l'un des premiers termes européens post-classiques désignant le style dans l'art. Vasari définit la Renaissance comme un rejet de « ce style grec maladroit » (« quella greca goffa maniera ») ; d'autres écrivains de la Renaissance étaient tout aussi critiques.
À la Renaissance, les véritables icônes byzantines sont importés de Crète, alors possession vénitienne. Dans les périodes ultérieures, les termes couvrent également les peintures réalisées en Italie par des artistes grecs ou formés en Grèce difficiles à distinguer des œuvres de l'école crétoise, principale source d'importations grecques en Europe. Au milieu du XXe siècle, beaucoup d'entre eux étaient attribués à la Dalmatie vénitienne, aujourd'hui moins populaire parmi les érudits.

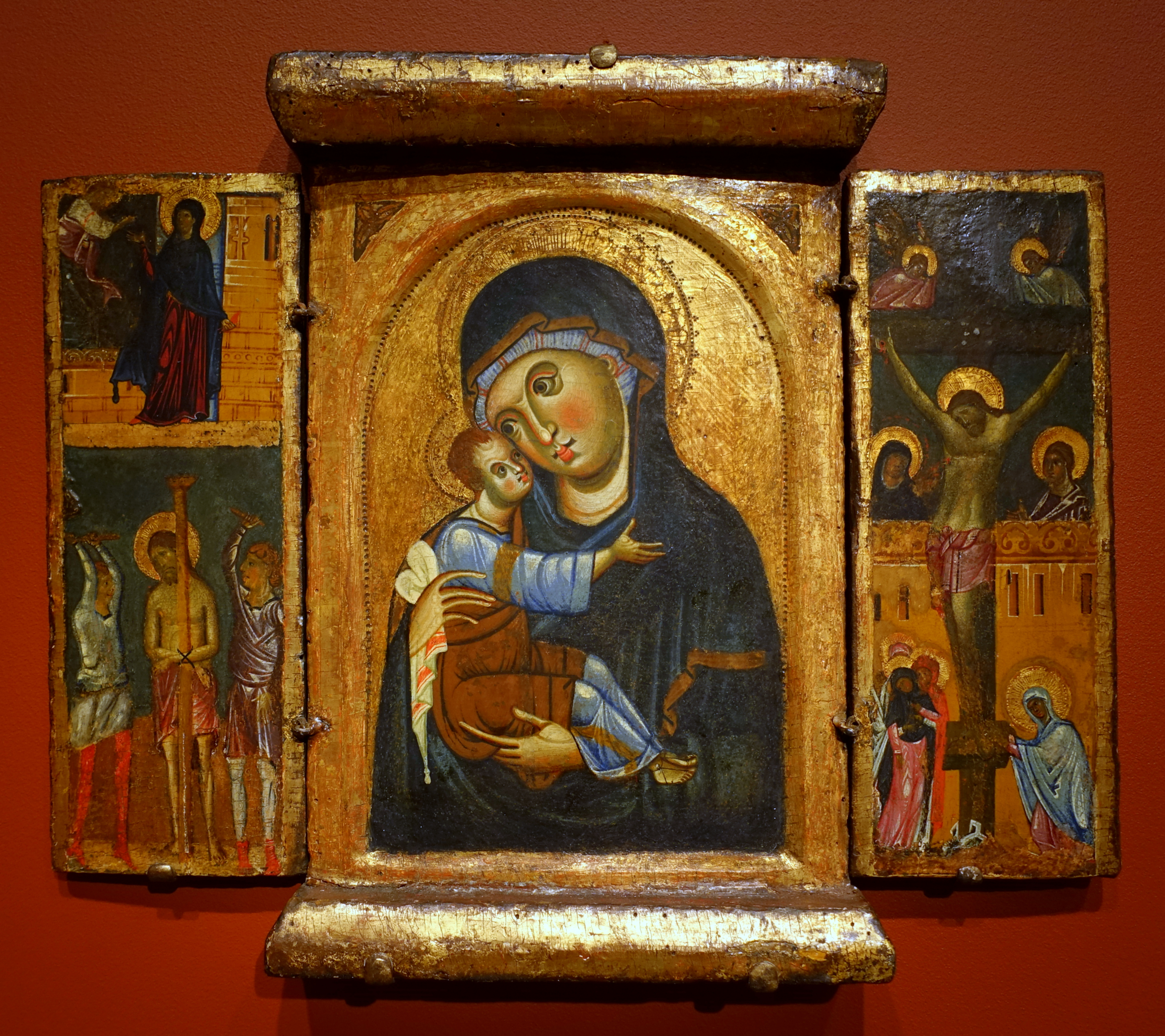
Vierge à l'Enfant, avec Annonciation, Flagellation et Crucifixion, milieu du XIIIe siècle

Selon John Steer, « jusqu'au XIIIe siècle... toutes les écoles locales italiennes [de peinture] étaient des variantes provinciales de la tradition byzantine centrale ». La plupart des artistes de la peinture italo-byzantine sont anonymes, hormis des figures de transition ultérieures telles que Coppo di Marcovaldo à Florence actif au milieu du XIIIe siècle et Berlinghiero Berlinghieri de Lucques, actif vers 1228-1242. Le style à fond doré encourage les contours forts des formes peintes, et « les figures sont formées de formes abstraites mais expressives conçues pour identifier diverses parties du corps ou des vêtements tout en créant de beaux motifs ».

## Conditions et portée

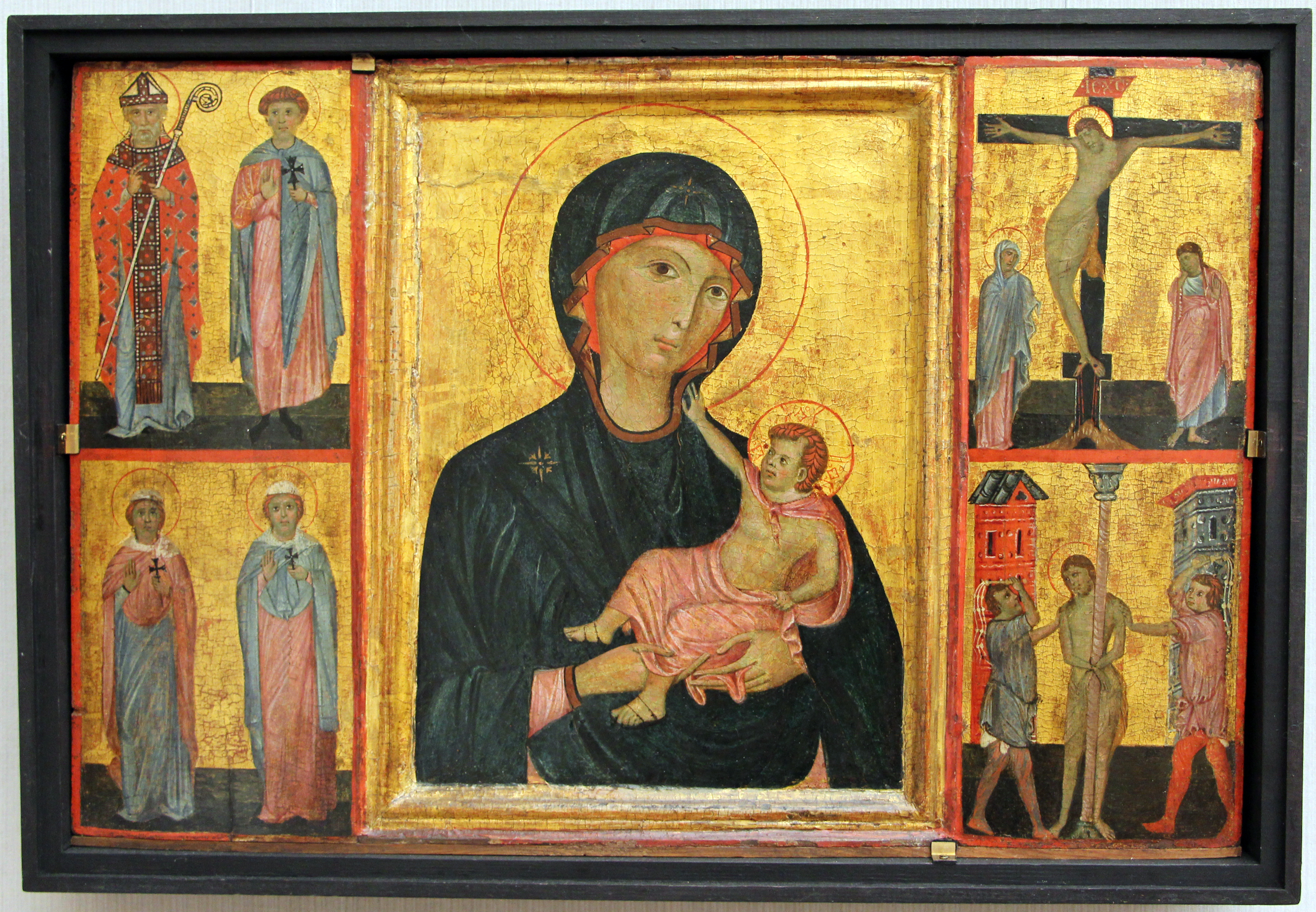
Triptyque de la fin du XIIIe siècle, probablement de Grifo di Tancredi.

Le terme « italo-byzantin » est moins utilisé pour la sculpture, car les Byzantins ne fournissent pas de grands modèles. Il peut s'agir d'ivoires, de mosaïques et autres. En architecture, le terme est utilisé pour San Marco, Venise et quelques bâtiments très anciens à Venise (le Fondaco dei Turchi par exemple) et sur les petites îles de Torcello (Cathédrale de Torcello) et Murano dans la lagune, mais n'est pas souvent utilisé pour d'autres bâtiments. Le reste de l'architecture gothique vénitienne ne doit pas grand-chose à Byzance.
Les habitants des régions du sud de l'Italie et de Sicile gouvernées par les Byzantins au cours du Haut Moyen Âge ont continué à parler grec jusqu'au XVIe siècle et avaient des habitudes religieuses orthodoxes grecques qui se rapportent à l'italo-byzantin, ou « italo-grec » ou « italo-albanais ». L'Église catholique orientale italo-byzantine ou italo-albanaise a été créée pour leur permettre de conserver les traditions orthodoxes au sein de l'Église catholique.
Les variantes de maniera greca dans les sources contemporaines sont greca, more greco, grechescha et pittura greca, ainsi que celles utilisant « Crétois » ou « Candia », le nom vénitien d'Héraklion, la principale ville de Crète. Ceux-ci comprenaient quadro a la candiota et quadro candiota piccolo (« une petite image de Candia »). Pour les peintures vénitiennes, l'histoire de l'art moderne utilise des termes locaux tels que scuola veneto-bizantina (« école vénitienne-byzantine ») ou « école byzantine (greco-vénitienne) ».

### Sculpture baroque
Maniera greca a une signification différente de celle du XVIIe siècle, lorsqu'elle décrivait une tendance de la sculpture baroque associée à François Duquesnoy, sculpteur flamand travaillant comme son exemple à Santa Maria di Loreto à Rome. Les sculptures grecques antiques, et leur idée de la « greccité » se rapporte à la sculpture hellénistique plutôt qu'à celle des périodes antérieures, et donne un style baroque plus sobre et moins dramatique que celui du Bernin.

## Histoire

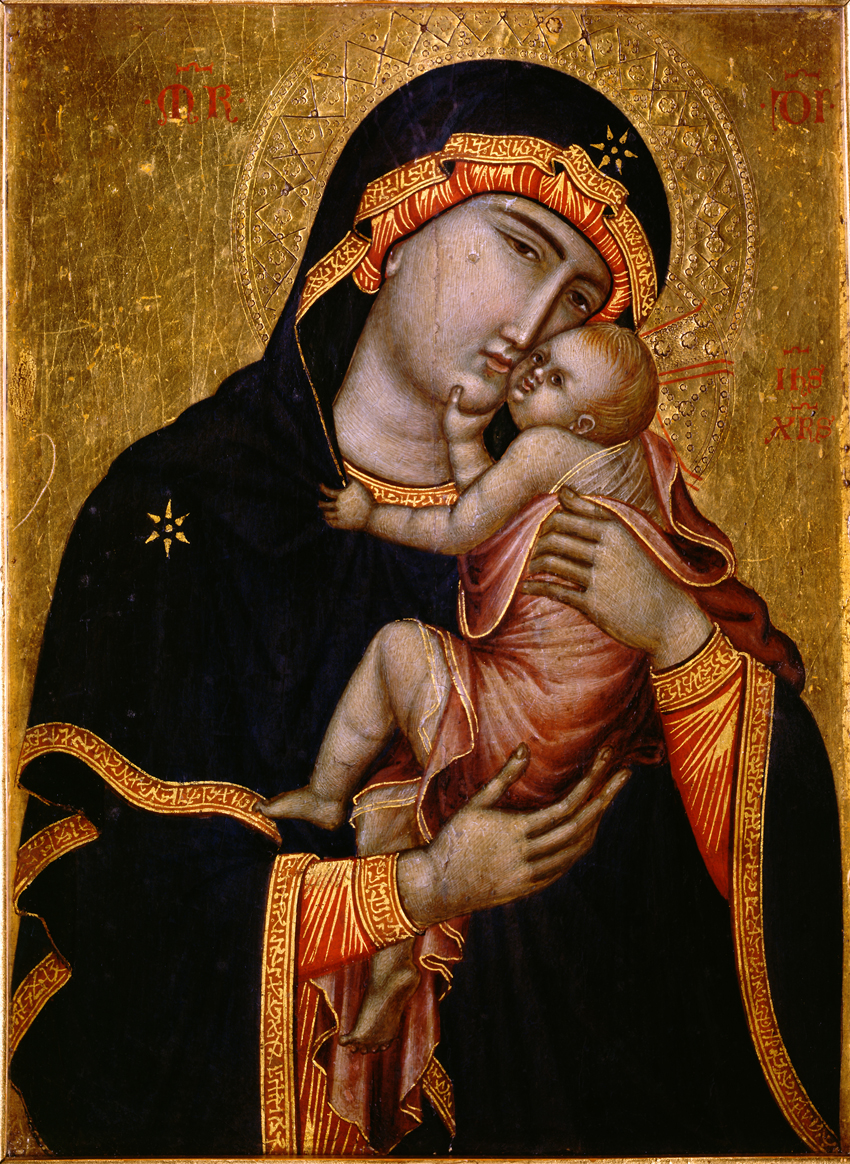
La Madone de Cambrai, italienne, c. 1340. Tempera sur panneau de cèdre.. Aujourd'hui Cathédrale de Cambrai, France.

Le style des icônes italo-byzantines est devenu courant après le sac de Constantinople en 1204 par la quatrième croisade. Le butin ramené en Europe comprend de nombreuses icônes, ce qui a probablement fourni des modèles aux artistes locaux. La peinture sur panneau portable n'était pas une forme habituelle en Occident, bien que quelques exemples byzantins soient vénérés, certains sont produits localement, comme la Madonna della Clemenza du VIIe siècle. Le XIIIe siècle voit une augmentation des dévotions à la Vierge Marie, dirigées par l'Ordre franciscain. À ce stade, la plupart des exemples étaient probablement faits pour les églises ou pour les grandes familles.
Les raisons qui ont conduit au développement des retables ne font généralement pas consensus. Le placement de reliquaires décorés de saints sur ou derrière l'autel, ainsi que la tradition de décorer le devant de l'autel avec des sculptures ou des textiles, ont précédé les premiers retables. Au XIIIe siècle, des changements liturgiques placent le prêtre célébrant la messe du même côté de l'autel que la congrégation, donc leur tournant souvent le dos. Cela a encouragé la création de retables derrière et au-dessus de l'autel constituant un centre de dévotion visuel. La plupart des grandes peintures italo-byzantines étaient des retables, pour lesquels la forme de polyptyque ou de « retable composite » au cadre élaboré s'est développée particulièrement à Venise, où les grandes fresques murales étaient rares contrairement à la mosaïque. Paolo Veneziano (actif de 1321 à 1360) a adopté un style « toujours byzantin », mais de plus en plus influencé par l'art gothique se développant au nord des Alpes et par une touche personnelle. Cependant, l'influence de Giotto est « presque totalement absente ».
À la fin du XIIIe siècle, les deux principaux peintres du nord de l'Italie, Cimabue à Florence (actif vers 1270-1303) et Duccio à Sienne (actif vers 1268-1311), étaient qualifiés dans le domaine du style italo-byzantin en l'adaptant en termes de représentation et en assouplissant les poses byzantines séculaires. Cette approche, et son développement par Giotto, sont repris par les principaux ateliers, mais de nombreuses figures mineures dans des villes plus petites ou plus éloignées continuent selon l'ancien style.
La Madone de Cambrai est une œuvre relativement tardive, probablement peinte vers 1340 en Italie, peut-être à Pise, mais pas entièrement dans l'ancien style italo-byzantin. Un érudit grec le décrit comme « une œuvre qu'aucun Byzantin de l'époque n'aurait probablement reconnue comme une icône grecque ». Au moment où un chanoine de la cathédrale de Cambrai l'acheta pour la cathédrale en 1450, on pensait qu'il s'agissait du portrait original de la Vierge Marie peint par Saint Luc l'Évangéliste, copié par les premiers peintres hollandais. Certaines copies sont de style flamand, tout en préservant la pose et les détails de l'original, mais d'autres que l'on pensait avoir été réalisées en Italie pourraient en fait avoir été réalisées aux Pays-Bas par des artistes locaux.
La maniera greca a survécu à son remplacement par les plus grands peintres italiens, et est même devenue plus courante, à mesure que la prospérité et les importations crétoises bon marché rendaient ces icônes accessibles au plus grand nombre. Au XVIe siècle, la possession d'icônes alla greca était courante aussi bien aux foyers nobles, ceux des hauts clergés et s'est propagée parmi les foyers des classes moyennes, puis aux classes populaires.

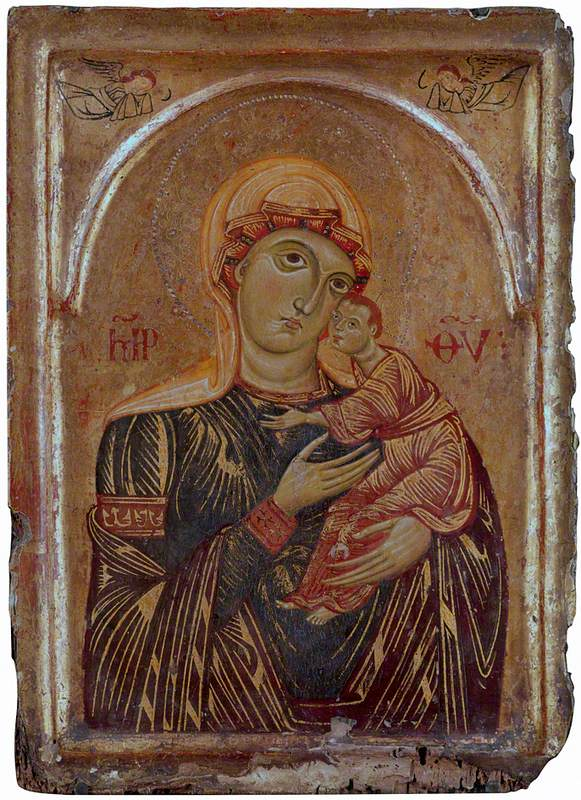
Années 1260, de Pise, volé à la National Gallery

En 1615, une étude montre que pas moins de 81 % des ménages d'ouvriers vénitiens possèdent des œuvres d'art ; lorsqu'il s'agissait d'icônes, celles-ci étaient pour la plupart de très petite taille, et probablement des importations crétoises. Cependant, à cette époque, les icônes alla greca semblent démodées, même si certaines persistent jusqu'au XVIIIe siècle. L'industrie des icônes crétoise adopte déjà des styles occidentaux plus modernes et la lente perte de la Crète au profit des Ottomans de 1645 à 1669 en interrompt l'approvisionnement.
À mesure que l'écart de style entre la peinture italienne et les icônes italo-byzantines (ou grecques post-byzantines) s'élargit, certains Italiens considèrent la maniera greca comme supérieure du de vue dévotionnel par l'authenticité perçue des compositions ou des poses des icônes byzantines, considérées par les orthodoxes comme étant restées inchangées depuis le début du christianisme et, parfois provenant soit d'acheiropoieta miraculeuse, soit des « icônes non faites par des mains humaines », ou de supposés portraits du Christ ou de la Vierge peints d'après nature, par saint Luc. La beauté et le plus grand naturalisme des nouveaux styles italiens détourneraient l'attention de la dévotion.
Les originaux grecs connaissent un regain de popularité dans les décennies qui suivent la chute de Constantinople en 1453, entrainant un nouvel afflux d'icônes grecs en Italie. Parmi les principaux collectionneurs figurent le pape Paul II (mort en 1471), qui, en 1457, possédait 23 icônes en micro mosaïque et 13 icônes peintes ou en relief. Certaines passèrent à Laurent de Médicis, qui à sa mort en 1492 possédait 11 icônes en mosaïque. Le cardinal grec Bessarion a donné plusieurs icônes à Saint-Pierre de Rome et a prêté des manuscrits grecs à François d'Este pour qu'il les copie.

### Peinture sur panneau occidentale avant 1200 environ
Jusqu'en 1200 environ, la peinture italienne est utilisée pour des manuscrits enluminés, des fresques et sur bois, de grands crucifix peints pour les jubés des églises, ainsi que des meubles variés. Les crucifix grandeur nature ne sont pas une forme byzantine et sont une version moins chère des croix avec un corpus ou un corps sculpté. Les versions du type sculpté incluent la Croix de Gero (Cologne, Xe siècle), le Crucifix de Lucques (XIe siècle ou avant) et la Majesté Batlló catalane du XIIe siècle. Les crucifix peints comprennent généralement des figures plus petites réparties aux quatre extrémités de la croix et sur les côtés sous les bras horizontaux, au niveau du torse et des jambes du Christ, comme dans la croix de la cathédrale de Sarzana, la plus ancienne peinture toscane datée de 1138.
Parmi les versions peintes, la croix de Saint-Damien, datant d'environ 1100, figure parmi les survivantes ; peut-être est-il resté intact uniquement parce que François d'Assise avait devant lui une révélation vers 1206. Les principaux maîtres de la nouvelle Proto-Renaissance, dont Cimabue et Giotto peignaient pour la plupart des panneaux et des fresques, et concevaient parfois des mosaïques, comme la Navicella de Giotto à l'extérieur de la vieille basilique Saint-Pierre à Rome, et celle de Berlinghiero sur la façade de la basilique de San Frediano à Lucques. Duccio se contentant de peindre des panneaux est une exception.

## Peintures crétoises

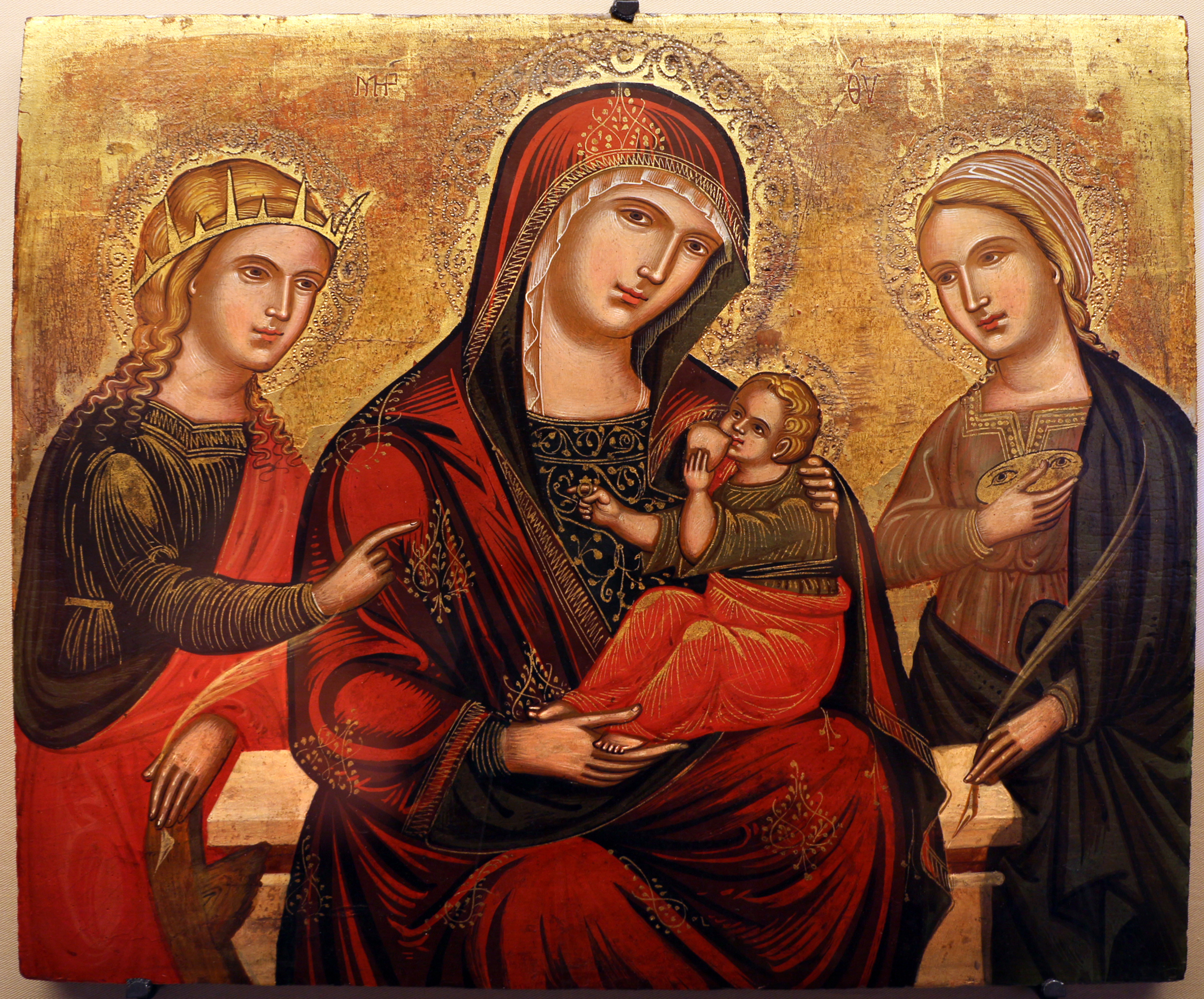
Vierge lactans du XVIe siècle avec saints, décrite comme « scuola veneto-cretese » (école vénitienne-crétoise). L'endroit où ces œuvres ont été peintes est difficile à déterminer.

La Crète vénitienne avait une industrie de la peinture active, avec des artistes crétois, italiens et après 1 453 grecs. Il existe des exemples d'artistes d'horizons différents créant des ateliers communs, et de mécènes italiens et crétois commandant des œuvres à des peintres d'horizons différents.
À la fin du XVe siècle, les importateurs italiens utilisent la maniera greca (ou in forma greca, alla greca) dans leurs contrats pour décrire l'un des deux styles de petites peintures dévotionnelles bon marché réalisées par les ateliers de l'école crétoise produits en série en Crète, alors gouvernée par Venise, pour être exportées vers l'Occident. Le style alternatif est alla latina (« style latin »), un style roman ou gothique conservateur, où les œuvres de style grec suivent le style byzantin traditionnel dans la mesure où leur prix bon marché le permet.
Les archives vénitiennes conservent une documentation sur le commerce d'icônes artistiques entre Venise et la Crète, qui à la fin du XVe siècle est un commerce de masse. Il existe une documentation d'une commande spécifique en 1499, de 700 icônes de la Vierge Marie, 500 de style occidental et 200 de style byzantin. La commande a été passée à trois artistes par deux marchands, un vénitien et un de Grèce continentale, et le délai entre la date du contrat et la livraison est fixé à quarante-cinq jours.
La qualité de ces icônes commandées est probablement faible, et le terme dédaigneux Madonneri a été conçu pour décrire ces peintres grecs ou dalmates, qui ont également exercé en Italie, utilisant un style quasi-byzantin. La production d'icônes semble avoir conduit à une surabondance du marché provoquant un déclin du commerce crétois, à mesure que la demande européenne diminuait.
Des ateliers dirigés par des maîtres produisaient des œuvres de meilleure qualité. Le Greco a été formé dans cette partie de l'industrie crétoise, dirigeant son propre atelier avant d'émigrer en Italie en 1567, à l'âge d'environ 26 ans. Son style italien pourrait être qualifié d'« italo-byzantin », même si en fait le terme n'est pas souvent utilisé pour le désigner.